# عبد العزيز بن أبي سلمة الماجشون
أبو عبد الله عبد العزيز بن عبد الله بن أبي سلمة الماجشون. توفي عام 164 هـ، من فقهاء المدينة النبوية ورواة الحديث عند أهل السنة والجماعة.
أصبهاني الأصل سكن المدينة النبوية، قدم بغداد، فسكنها وحدث بها إلى حين وفاته عام 164 هـ  وصلى عليه محمد المهدي ودفنه في مقابر قريش 

## أقوال العلماء فيه
- قال الذهبي: «كان إماما مفتيا حجة.»[6] وقال: «لم يكن بالمكثر من الحديث، لكنه فقيه النفس، فصيح، كبير الشأن»[7]
- وقال الصفدي: «كان إماما، مفتيا، حجة، صاحب سنّة».[8]
- وقال يحيى بن معين وأبو زرعة وأبو حاتم والنسائي: «ثقة.» [9][10]
- وقال ابن سعد: «كان عبد العزيز ثقة ، كثير الحديث ، وأهل العراق أروى عنه من أهل المدينة وكان فقيها ورعا متابعا لمذاهب أهل الحرمين مفرعا على أصولهم ، ذابا عنهم.»[11]
- وقال الزركلي: «فقيه، من حفاظ الحديث الثقات. له تصانيف. كان وقورا عاقلا ثقة»[12]

## شيوخه وتلاميذه
- شيوخه ومن روى عنهم:

روى عن: عبد الله بن دينار، وسعد بن إبراهيم، والزهري، ووهب بن كيسان، وعبد الرحمن بن القاسم، ويحيى بن سعيد الأنصاري وطبقتهم.
- تلاميذه ومن روى عنه:

روى عنه: عبد الرحمن بن مهدي، وأبو نعيم، وأحمد بن يونس، وحجاج بن منهال، وعبد العزيز الأويسي، وعلي بن الجعد، ويحيى بن بكير، وعبد الله بن صالح، وخلق.